# 霍諾諾 (夏威夷州)
霍諾諾（英語：Honaunau）是位於美國夏威夷州夏威夷縣的一個非建制地區。該地的面積和人口皆未知。

## 地理
霍諾諾的座標為19°25′37″N 155°54′47″W / 19.42694°N 155.91306°W，而該地的平均海拔高度為16米（即52英尺）。